# カイネチン
カイネチン（kinetin、キネチン）は、細胞分裂を促進する植物ホルモンであるサイトカイニンの一種である。カイネチンはミラーおよびスクーグらによって加熱滅菌したニシン精子DNAから細胞分裂促進活性を有する化合物として単離された。オーキシンが培地中に存在するという条件で細胞分裂を誘導する能力からカイネチンと命名された。カイネチンは（オーキシンと併せて）カルスの形成を誘導するために植物組織培養において、また（低濃度のオーキシンと共に）カルスからシュートを再生するためにしばしば用いられている。
長年、カイネチンはDNA中のデオキシリボース残基から作られるアーチファクトである（単離工程における加熱あるいは長期間の保存による分解）と考えられていた。したがって、カイネチンは天然には存在しないと考えられていたが、1996年以降、複数の研究者らによって、ヒトや様々な植物を含む調べられたほぼ全ての生物の細胞のDNAに天然に存在することが示されている。DNA中のカイネチンの産生機構はフルフラール（DNA中のデオキシリボース糖の酸化損傷産物）の産生およびアデニン塩基のN6-フルフリルアデニン（カイネチン）への変換によるフルフラールの消去によると考えられている。
1994年以降、カイネチンはヒトの肌細胞やその他の系における強力な抗老化効果が研究されている。現在のところ、カイネチンは数多くのスキンケア化粧品および薬用化粧品において幅広く使われている成分の一つである。ヒトに対するカイネチンのその他の生物効果に関する論文がいくつか発表されている。加えて、家族性自律神経失調症におけるRNAのスプライシング異常を正すことができることが示されている。

## 歴史
1939年、P・A・C・Nobécourtは、ニンジン（Daucus carota）の根外植片からの最初の永久カルス培養を始めた。こういった培養は新鮮な栄養寒天への移植を繰り返すことによって永久に維持することができる。全組織のつながりは培養されないため、カルス培養は細胞培養ではない。多くの細胞は分裂能を維持しているが、全てではない。この理由の一つは核の異数性とそれによる好ましくない染色体の特定症状群である。
1941年、J・van Overbeekはカルス培養のための栄養培地の新たな成分としてココナッツミルクを導入した。ココナッツミルクは液状の内胚乳である。ココナッツミルクは胚の成長を刺激する。カルス培養から得られた結果は、その活性成分が異質細胞の成長も刺激することを示した。
1954年、スクーグはタバコ（Nicotiana tabacum）の単離シュート部位から傷腫瘍組織の発生および培養のための技術を開発した。発生したカルスは酵母エキス、ココナッツミルク、あるいは古いDNA調製物が供給された時に成長する。新しく調製したDNAは効果がないが加熱滅菌後は効果がでる。これによって、DNAの分解生成物の一つが細胞成長および分裂に必要であるとの結論が導かれた。この物質が単離され、「kinetin」と命名され、植物ホルモンに分類された。